# 블라디보스토크 국제공항
블라디보스토크 국제공항(러시아어: Аэропорт Владивосток)는 러시아 프리모르스키 지방 아르툠에 있는 국제공항으로 블라디보스토크의 시내 중심지에서 북서쪽으로 약 40km 떨어진 지점에 위치해 있다. 예전에는 크네비치 공항(러시아어: Аэропорт Кневичи)으로 알려졌지만 크네비치 후토르로 바꿨으며 블라디보스토크 국제공항은 터미널이 국내선 터미널과 국제선 터미널로 나뉘어 있다.

## 개요
2005년에 국내선 터미널을 새롭게 공사해 2006년 12월 재개장을 마치면서 모스크바 공항을 제외하고 러시아에서 가장 현대적이고 편리한 공항터미널로 손꼽히며 활주로는 3곳으로 각각 길이 973m, 3,500m, 602m 규모이며 북한의 항공사인 고려항공이 현재까지도 유일하게 운항 중인 러시아 노선이자 유일무이한 유럽 노선이다.
2008년 한해 동안 100만 3,718명의 승객이 공항을 이용하였으며 운항 횟수는 5,168회이며 2012년 블라디보스토크에서 개최하는 APEC 정상회담에 맞춰 공항을 재건할 계획인데 재건 이후에 승객이 현재보다 400~500만 명 늘어날 전망이다.

## 운항 노선

### 국제선
| 항공사            | 목적지                                                                       |
| ----------------- | ---------------------------------------------------------------------------- |
| S7 항공           | 베이징(수도), 상하이(푸둥), 싼야, 홍콩(첵랍콕), 도쿄(나리타), 방콕(수완나품) |
| 중국국제항공      | 베이징(수도)                                                                 |
| 고려항공          | 평양                                                                         |
| 일본항공          | 도쿄(나리타)                                                                 |
| 전일본공수        | 도쿄(나리타)                                                                 |
| 오로라 항공       | 홍콩, 무단장 계절편: 다롄                                                    |
| 노드윈드 항공     | 전세편: 방콕(수완나품), 푸껫, 냐짱                                           |
| 야쿠티아 항공     | 계절편: 니가타, 도쿄(나리타)                                                 |
| 우즈베키스탄 항공 | 타슈켄트                                                                     |

### 국내선
| 항공사        | 목적지                                                                                                  |
| ------------- | --- |
| 오로라 항공   | 노보시비르스크, 페트로파블롭스크캄차츠키, 야쿠츠크, 유즈노사할린스크                                    |
| S7 항공       | 이르쿠츠크, 모스크바(도모데도보), 노보시비르스크, 페트로파블롭스크캄차츠키, 유즈노사할린스크 하바롭스크 |
| 아에로플로트  | 모스크바(셰레메티예보)                                                                                  |
| 우랄 항공     | 예카테린부르크                                                                                          |
| 야쿠티아 항공 | 야쿠츠크                                                                                                |

## 연계 교통

### 철도 교통
가장 가까운 역은 시베리아 횡단 철도 나호토카 지선의 크네비치 역이다. 2012년 7월 하순에 아에로 익스프레스(Аэроэкспресс)가 공항역에서 블라디보스토크 중심부의 블라디보스토크 역까지 배차간격 2시간,  소요시간 55분으로 운항을 개시하였다.

### 해상 교통
블라디보스토크항까지 자가용으로 이용할 경우 약 1시간 5분 정도 소요, 대중교통은 107번 버스를 이용하여도 2시간 넘게 걸린다. 다만 대중교통 이용 시 약 100루블(약 1.2유로/1,610원)의 비용이 소요된다.